# Klafferstraß
Klafferstraß ist ein Gemeindeteil der Gemeinde Neureichenau im niederbayerischen Landkreis Freyung-Grafenau. Bis 1971 bildete es eine selbstständige Gemeinde.

## Lage
Klafferstraß liegt im Bayerischen Wald etwa fünf Kilometer südöstlich von Neureichenau in der Nähe der Landesgrenze zu Österreich.

## Geschichte
Der Ort gehörte bis 1803 zum Hochstift Passau und kam nach der kurzen Zugehörigkeit zum Kurfürstentum Salzburg dann zum 1806 eingerichteten Landgericht Wegscheid und damit zu Bayern. Mit der Bildung der Gemeinden im Jahre 1818 auf Grund des zweiten bayerischen Gemeindeedikts vom 17. Mai 1818 wurde die Gemeinde Klafferstraß gebildet. Mit der Trennung von Justiz und Verwaltung im Jahr 1862 kam die Gemeinde zum Bezirksamt Wolfstein und zu dem im selben Jahr errichteten Landgericht Waldkirchen. Im Jahr 1964 umfasste die Gemeinde eine Fläche von 589,89 Hektar, die Einwohnerzahl lag 1961 bei 340. Die Gemeinde hatte nur das Dorf Klafferstraß als Gemeindeteil. Am 1. April 1971 gab die Gemeinde ihre Selbständigkeit auf und entschloss sich zur Eingliederung in die Gemeinde Neureichenau.